# Nicholas Hilliard

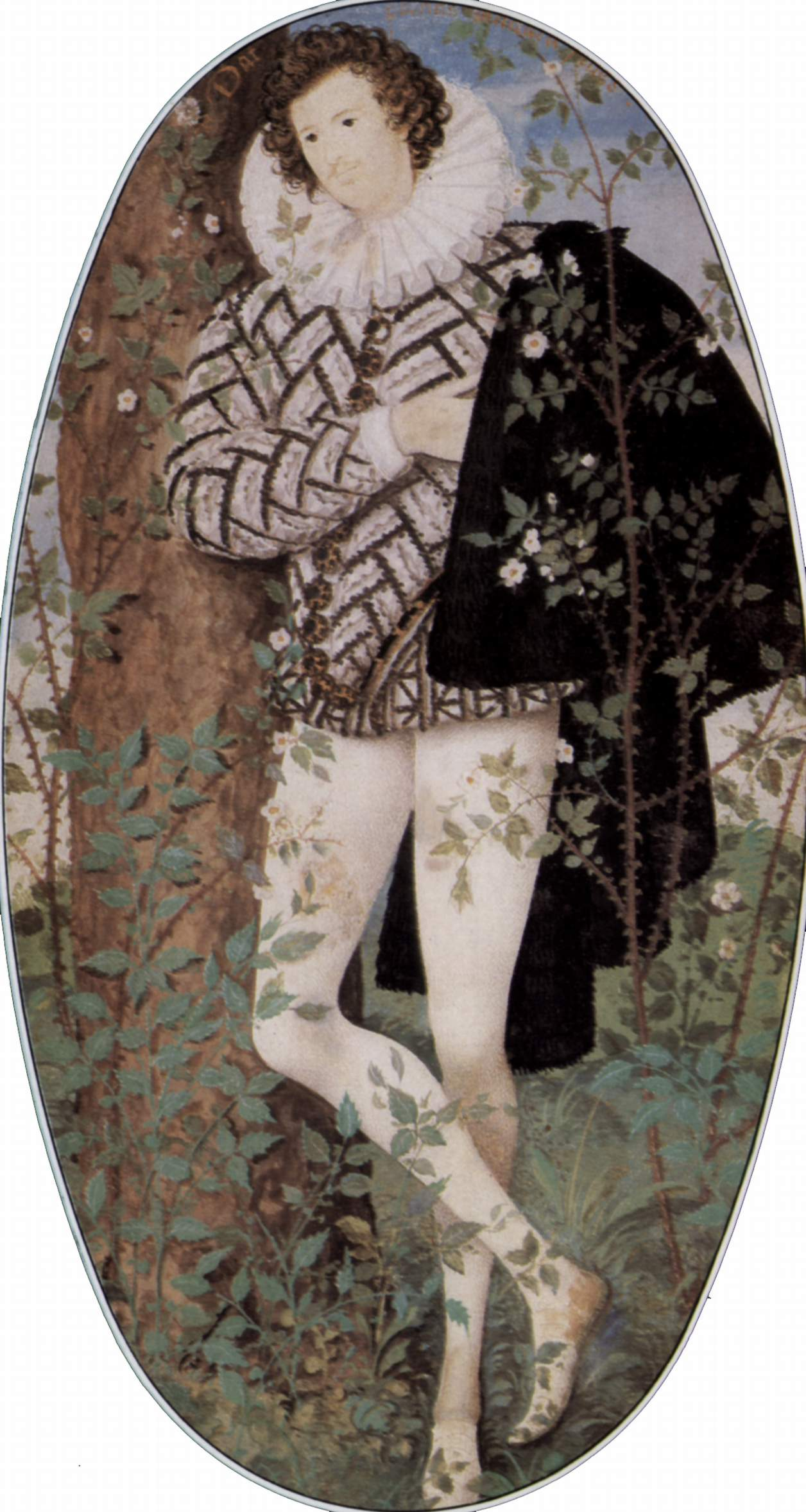
Rapaz sob as rosas, 1588, quase de certeza Robert Devereux (2º Conde de Essex) segundo a opinião de Roy Strong, Museu Victoria e Alberto, Londres.

Nicholas Hilliard (c. 1547 – enterrado em 7 de Janeiro de 1619) foi um ourives e retratista inglês conhecido sobretudo pelos retratos em miniatura de membros das cortes dos soberanos Isabel I e Jaime I de Inglaterra. Pintou principalmente pequenas miniaturas ovaladas, mas também algumas miniaturas de cavalete um pouco maiores, até 25 centímetros de altura, e pelo menos dois famosos retratos sobre madeira, de Isabel I. Teve um êxito contínuo como artista, mas também contínuos problemas económicos, durante quarenta e cinco anos, e as suas pinturas ainda exemplificam a imagem visual da era isabelina, muito diferente da pintura da maior parte da Europa de finais do século XVI.  Tecnicamente era muito conservador, segundo os padrões europeus, mas as suas pinturas estão magnificamente executadas e têm uma frescura e encanto que lhe asseguraram una reputação continuada como «a figura artística central da época isabelina, o único pintor inglês cuja obra reflecte, no seu delicado microcosmos, o mundo das primeiras obras de Shakespeare».

## Biografia
Era filho de Richard Hilliard (1519–1594) de Exeter (no condado de Devon), um ourives protestante.
Hilliard fez a sua aprendizagem com o joalheiro da rainha, Robert Brandon, († 1591), de 1562 até 1569. Depois de sete anos como aprendiz, Hilliard foi nomeado homem livre da companhia de ourives em 1569. Estabeleceu uma oficina com o seu irmão mais novo, John.
Hilliard terminou a sua aprendizagem num momento em que se «necessitava desesperadamente» de um novo retratista na corte.  Dois retratos sobre madeira que se lhe atribuíram desde há tempos, conhecidos como retratos da «Fénix» e do «Pelicano», datam de cerca de 1572-76.  Hilliard foi nomeado limner (miniaturista) e ourives de Isabel I numa data não concretizada; a primeira miniatura que dele se conhece com a rainha como modelo é de 1572.
Em 1576, Hilliard, recém-casado, foi para França «sem mais pretensão que aumentar o seu conhecimento nesta viagem, e com a esperança de conseguir dinheiro dos senhores e damas daí, para seu melhor sustento em Inglaterra e seu regresso», segundo dizia cuidadosamente o embaixador inglês em Paris, Sir Amyas Paulet, com quem Hilliard passou grande parte do seu tempo.  Permaneceu aí até 1578-79, misturando-se nos círculos artísticos da corte, permanecendo com Germain Pilon e Jorge de Gante, respectivamente o escultor e pintor da rainha, e conhecendo Pierre de Ronsard.
Depois do seu regresso de França, viveu e trabalhou em casa em Gutter Lane, arredores de Cheapside, de 1579 até 1613, onde seu filho e aluno Laurence lhe sucedeu, continuando o mesmo negócio durante décadas.
Foi favorecido por Jaime I do mesmo modo que por Isabel I, recebendo do rei uma patente especial que data de 5 de Maio de 1617, e que lhe garantia a única licença para obras reais durante doze anos. Com ela conseguiu o monopólio do retrato em miniatura e gravuras do rei Jaime I, algo que Isabel I tinha recusado em 1584.

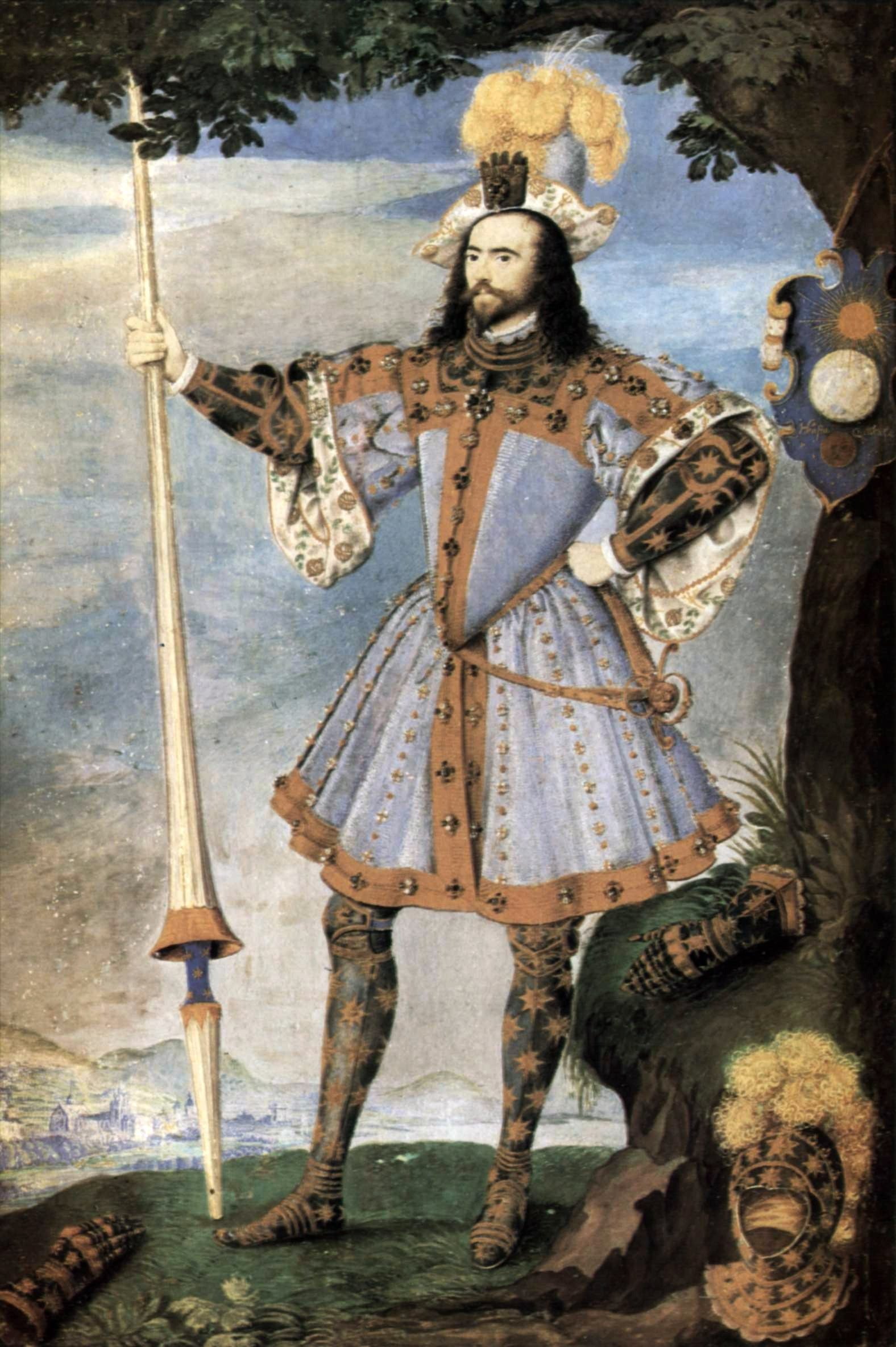
Retrato de George Clifford, conde de Cumberland, c. 1590, técnica mista sobre pergaminho, 25,7 x 17,8 cm, Greenwich, National Maritime Museum

A maior colecção da sua obra encontra-se no Museu Victoria e Alberto, em Londres, e alguns estão na Galeria Nacional de Retratos do Reino Unido. A maioria das suas obras mantêm-se em Inglaterra. As condições nas quais se têm mantido as miniaturas têm garantido que a maioria se conserve em excelentes condições, e evitou-se a atenção dos restauradores, embora seja frequente que o colorido perca intensidade e que se tenham oxidado as partes pintadas com prata.

## Estilo
No estilo de Hilliard houve influência sobretudo da ourivesaria e da iluminura. Vê-se na sua obra um precedente dos grandes retratistas ingleses do século XVIII. Na década de 1570 o seu estilo foi tornando-se mais refinado e elegante. Na década de 1580 estabeleceu definitivamente a forma ovalada para os seus retratos. O estilo é ainda conhecido por conseguir captar muito bem o carácter do retratado.

## Galeria

### Retratos em madeira

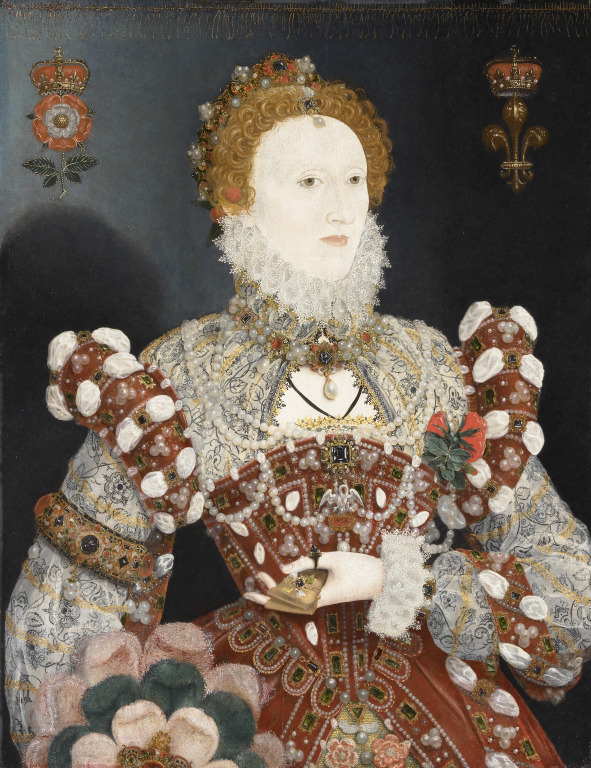
Isabel I, o retrato do «Pelicano», c. 1572
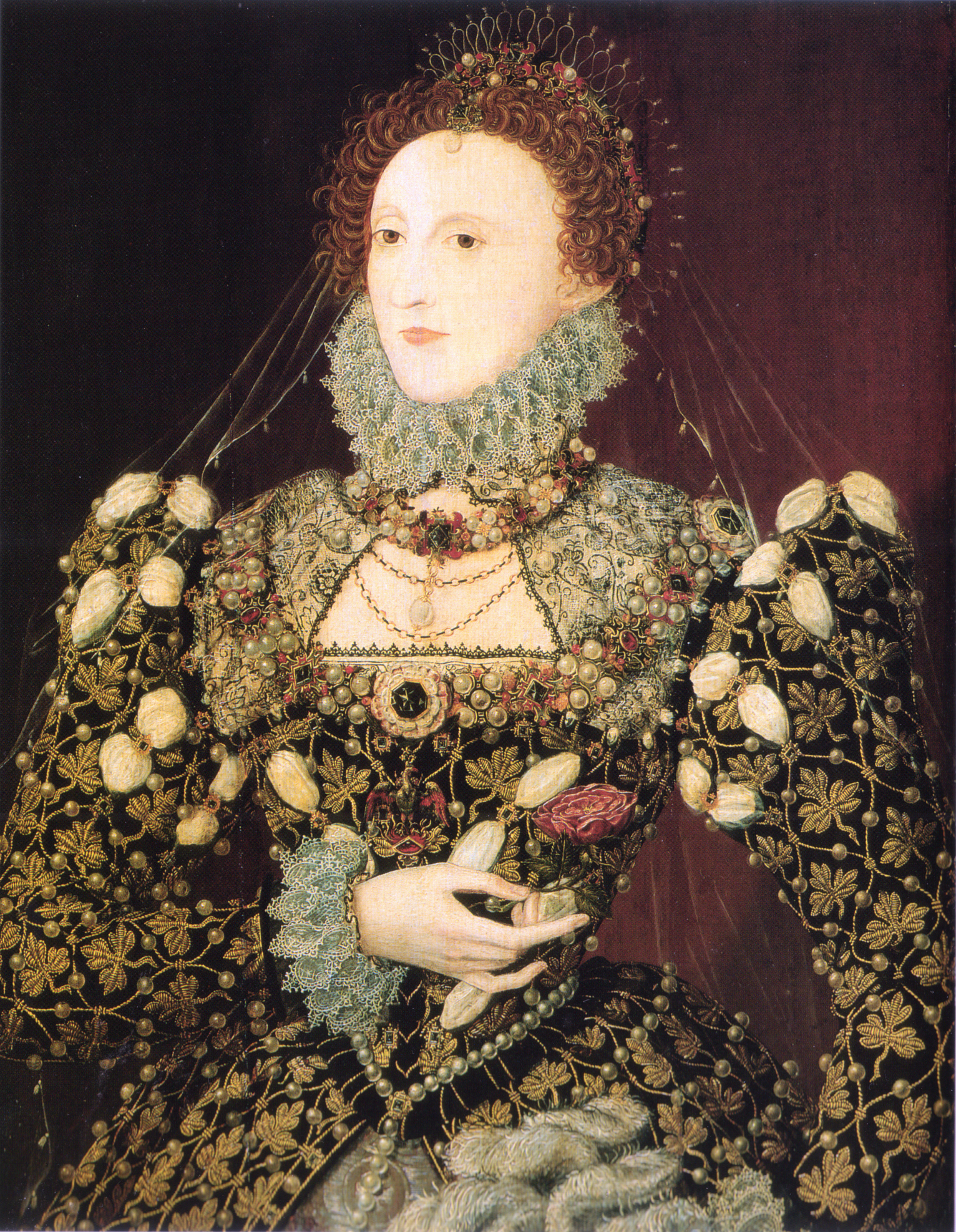
Isabel I, o retrato da «Fénix», c. 1575

### Retratos em miniatura

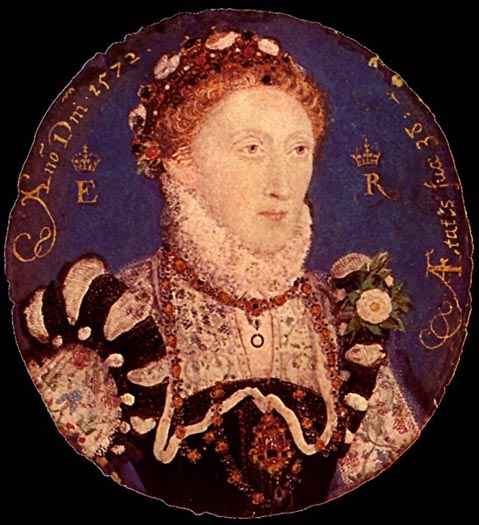
Miniatura de Isabel I, 1572
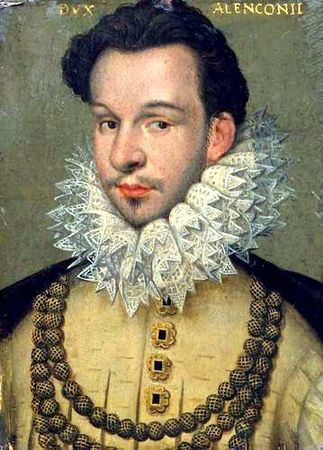
Miniatura de Alençon, 1577
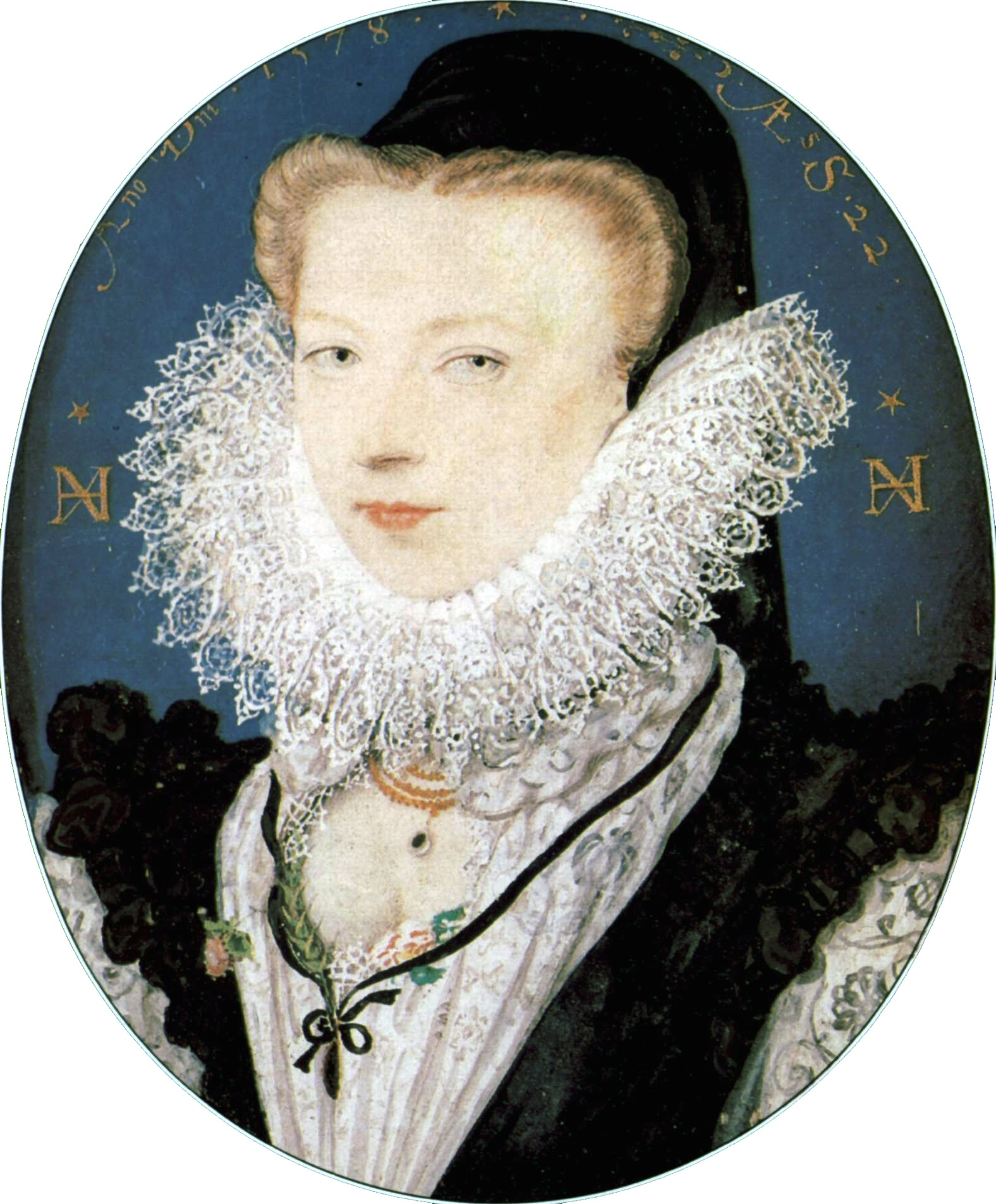
A mulher de Hilliard, Alice, um exemplo da influência da arte francesa na sua obra, 1578
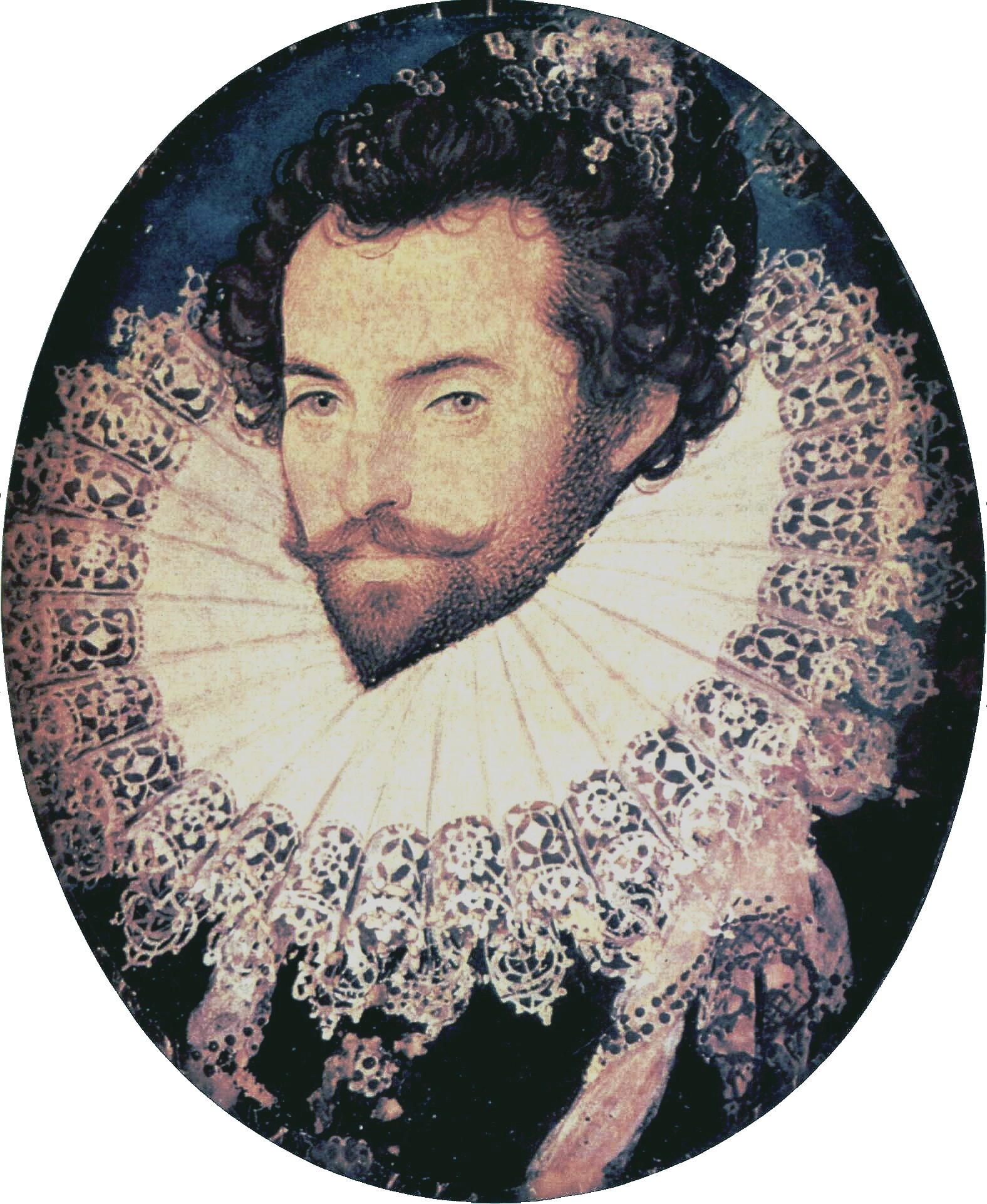
Sir Walter Raleigh, 1585
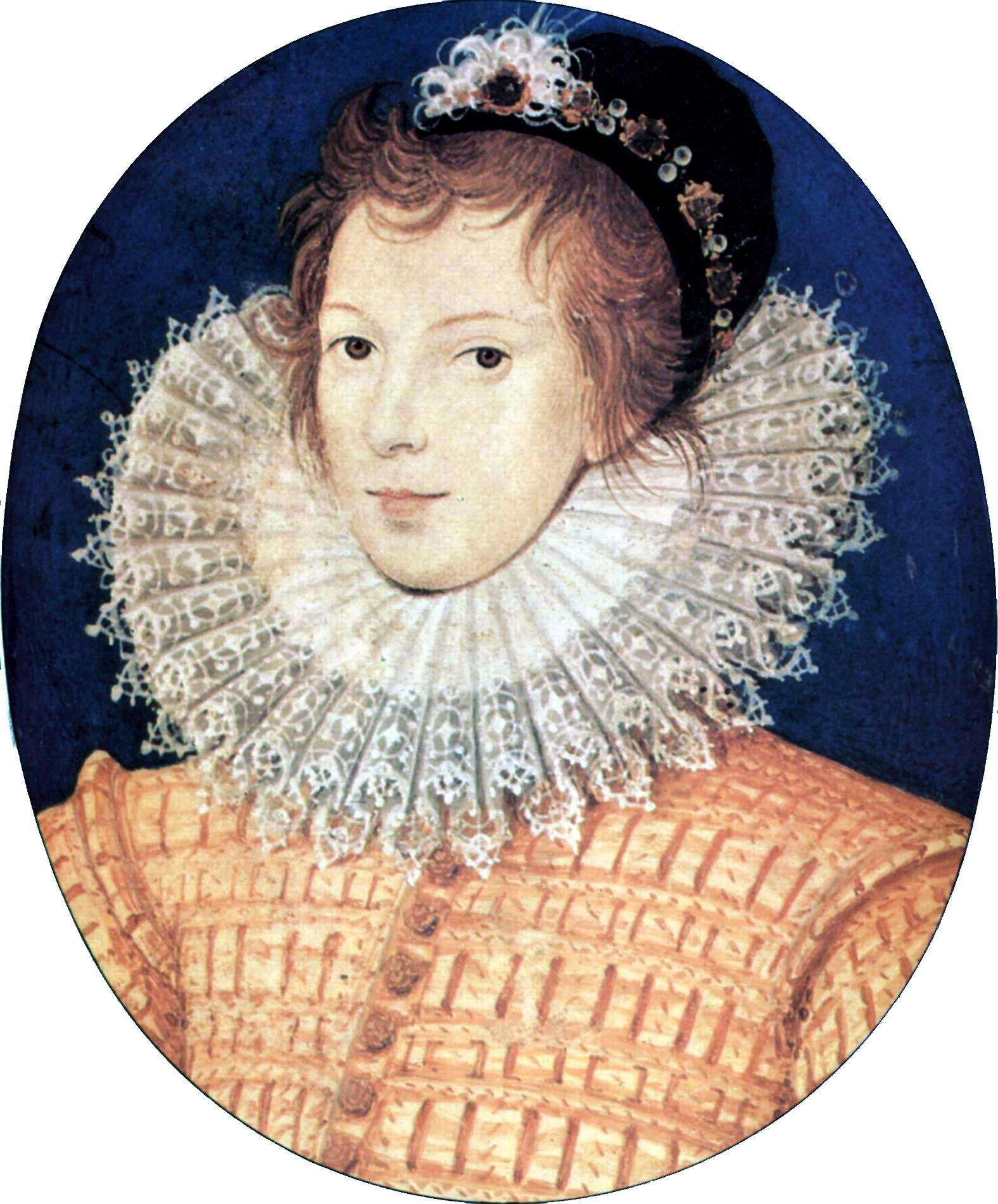
Mulher desconhecida, 1585
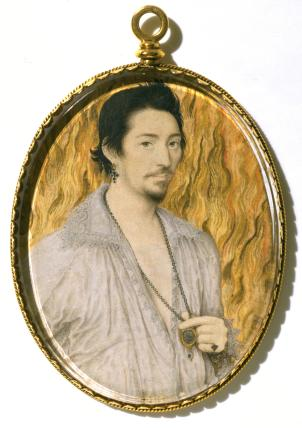
Homem entre as chamas c. 1588
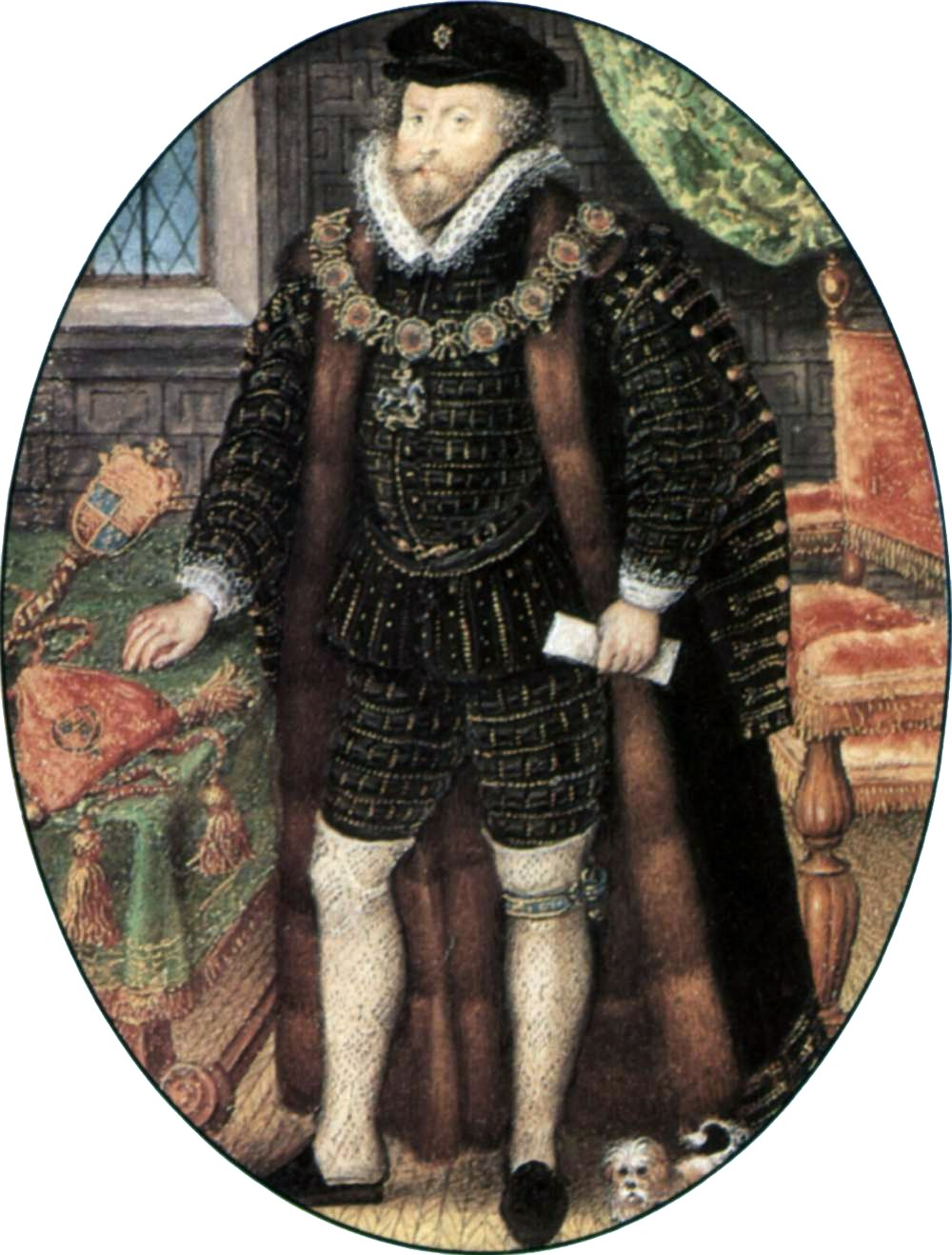
Christopher Hatton c. 1589
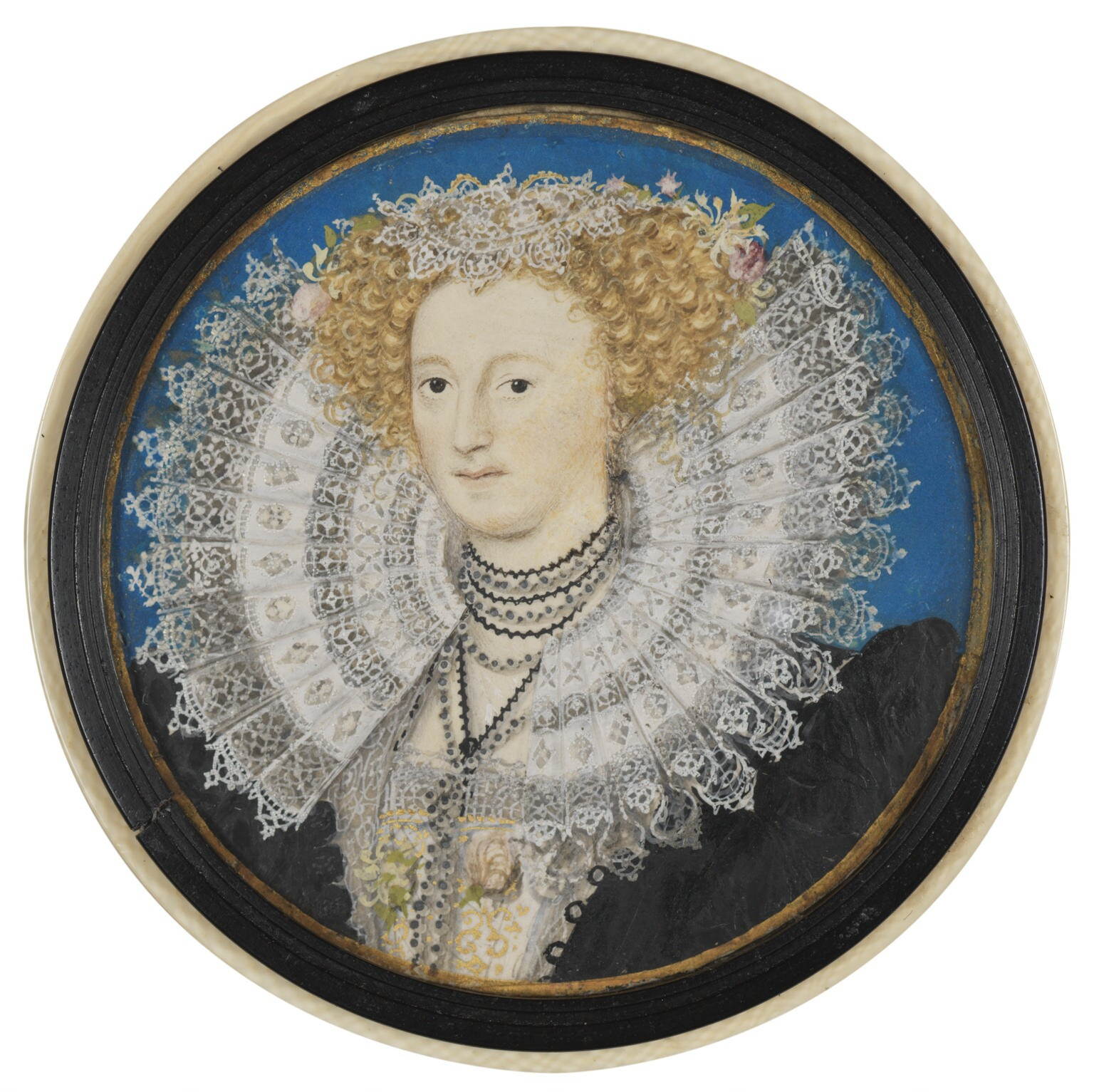
Mary Sidney, condessa de Pembroke c. 1590
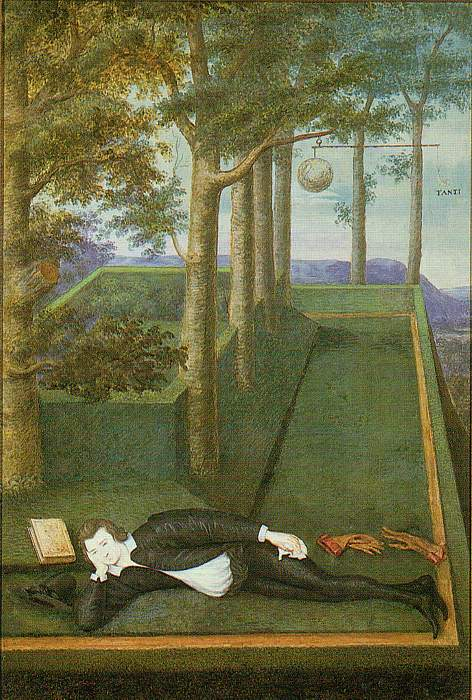
Henry Percy, 9.º conde de Northumberland, o «conde mago», 1590-95.
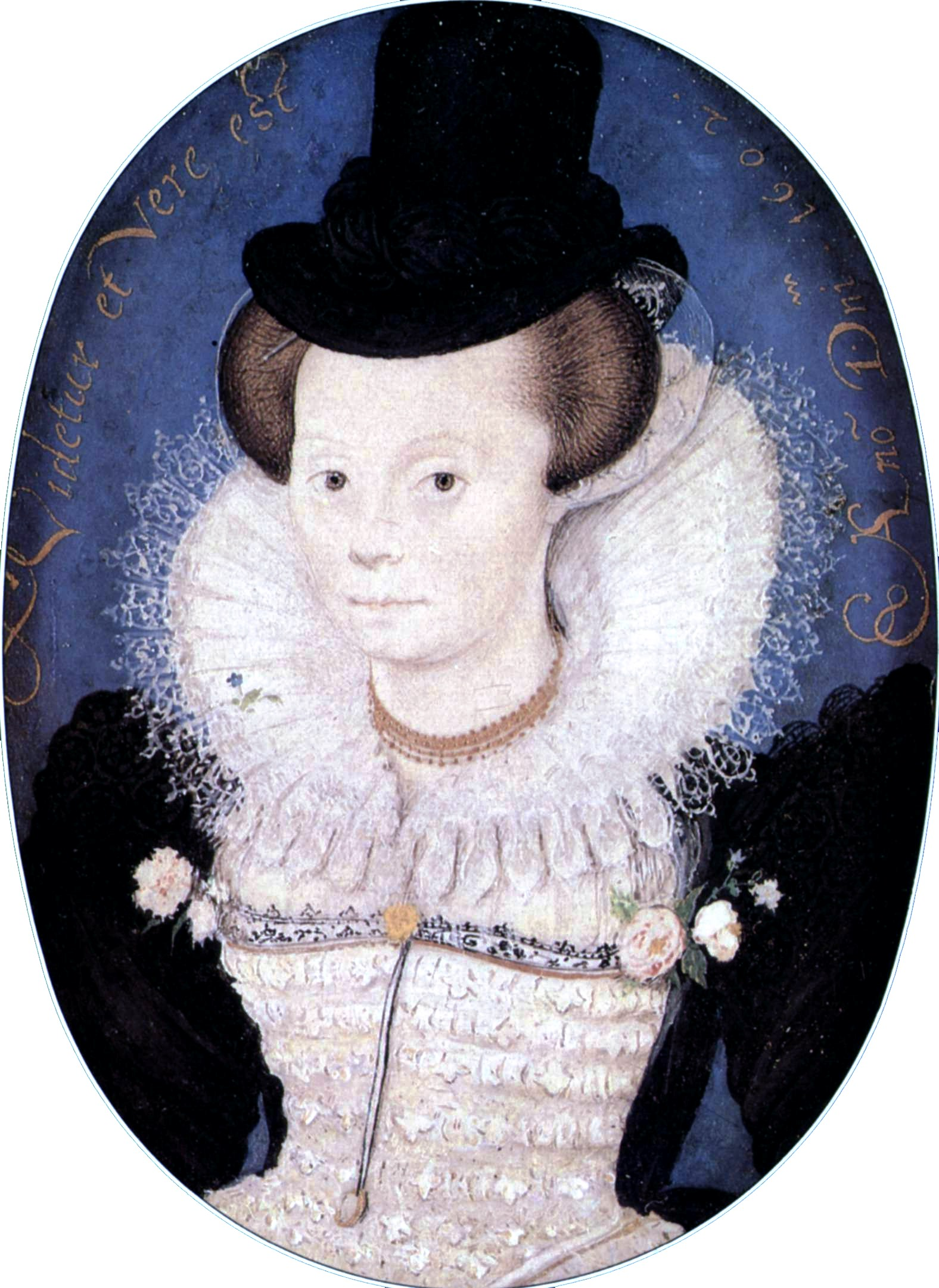
Mulher desconhecida, 1602
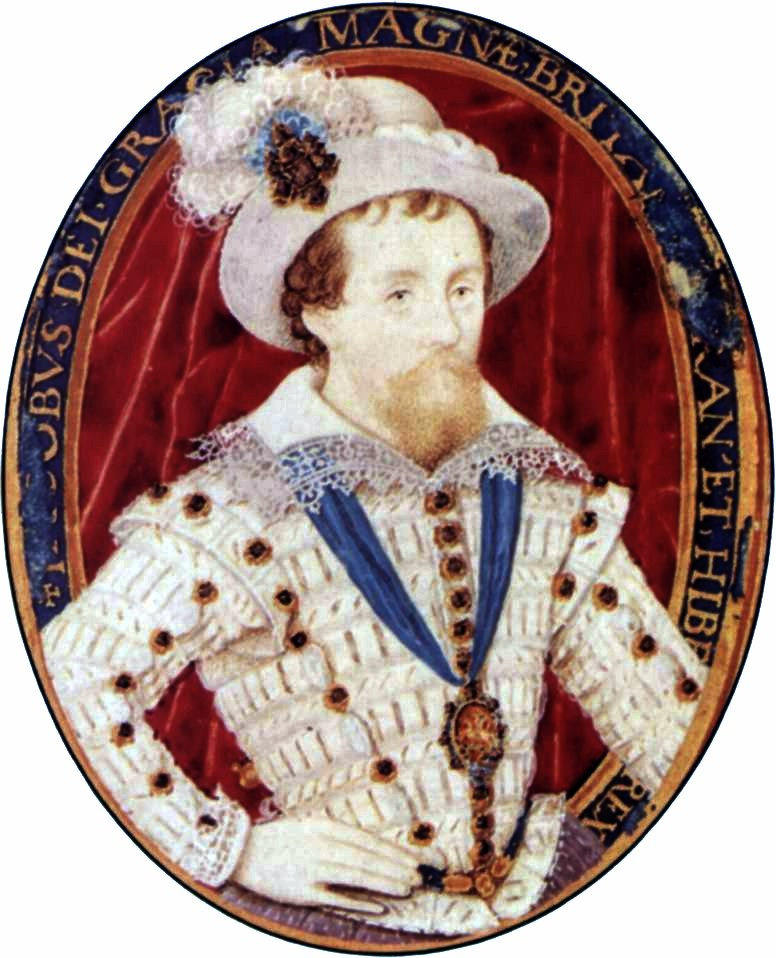
Jaime I, 1603-9
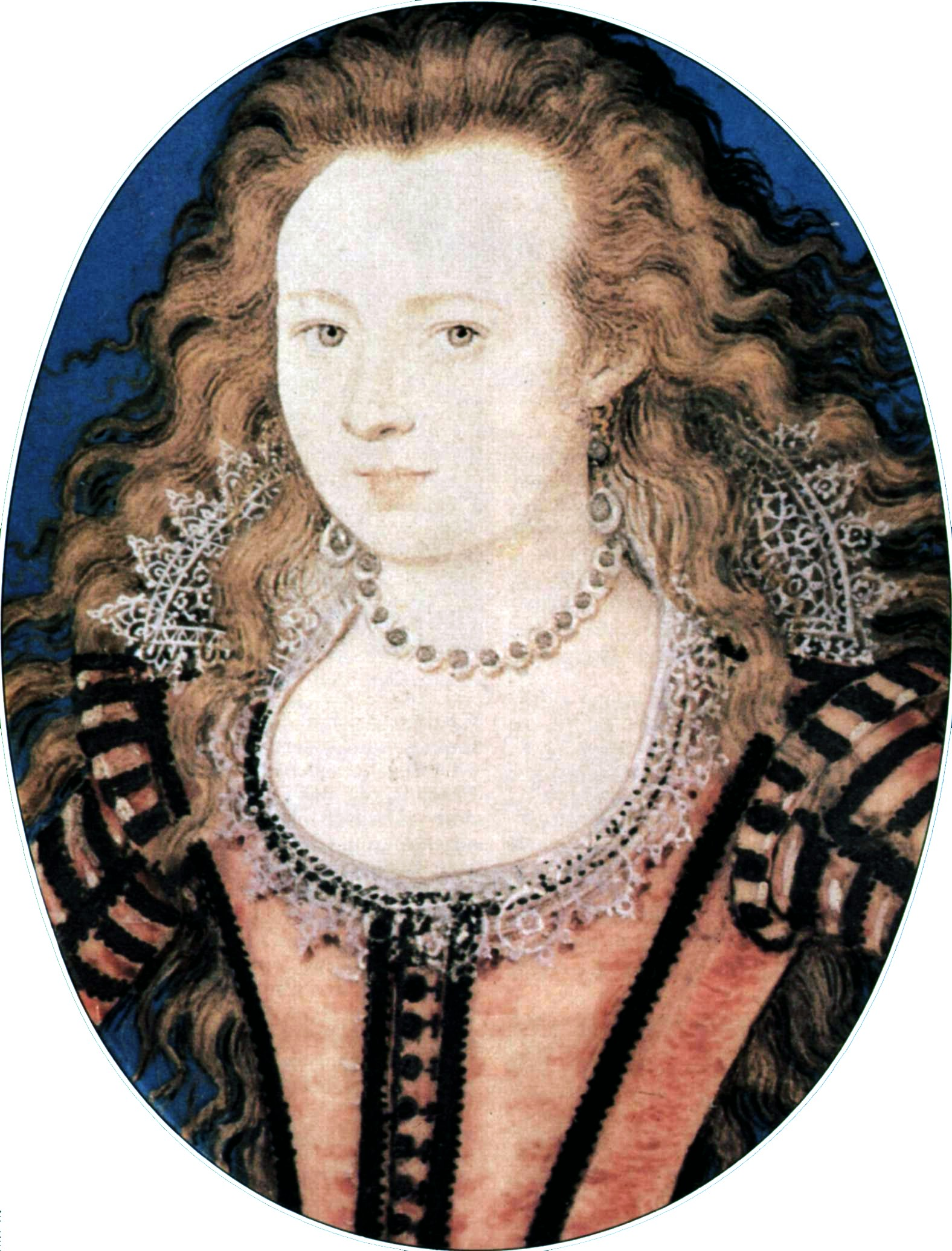
Isabel, rainha da Boémia, filha de Jaime I, 1605-10

### Desenho e iluminação

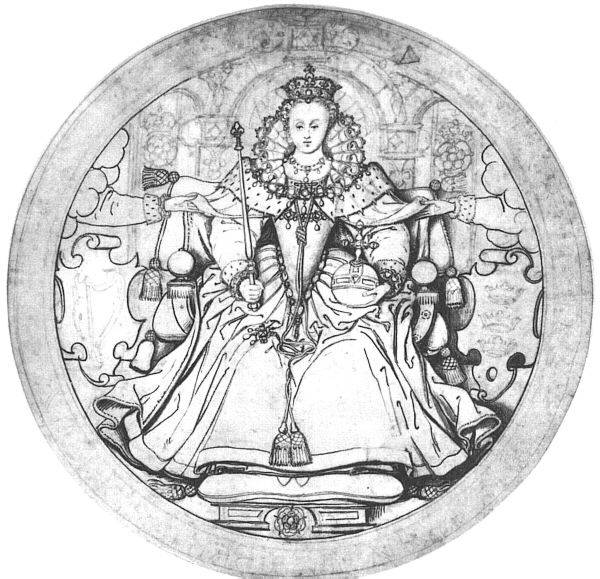
Desenho para o reverso do Grande Selo para a Irlanda (nunca realizado) c. 1584. Os desenhos de Hilliard são escassos.
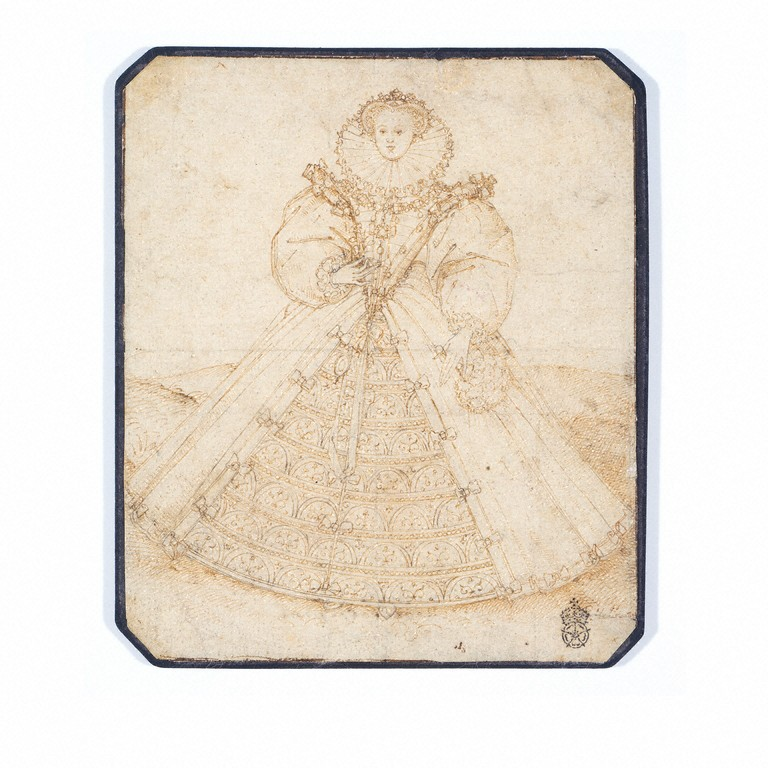
Provavelmente um dos desenhos alternativos que Isabel pediu para o seu novo Grande Selo de Inglaterra em 1584 - escolheu-se outra versão
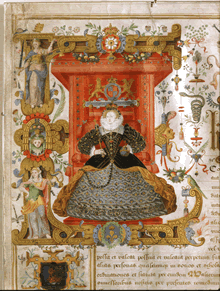
Mapa do Emmanuel College, Cambridge
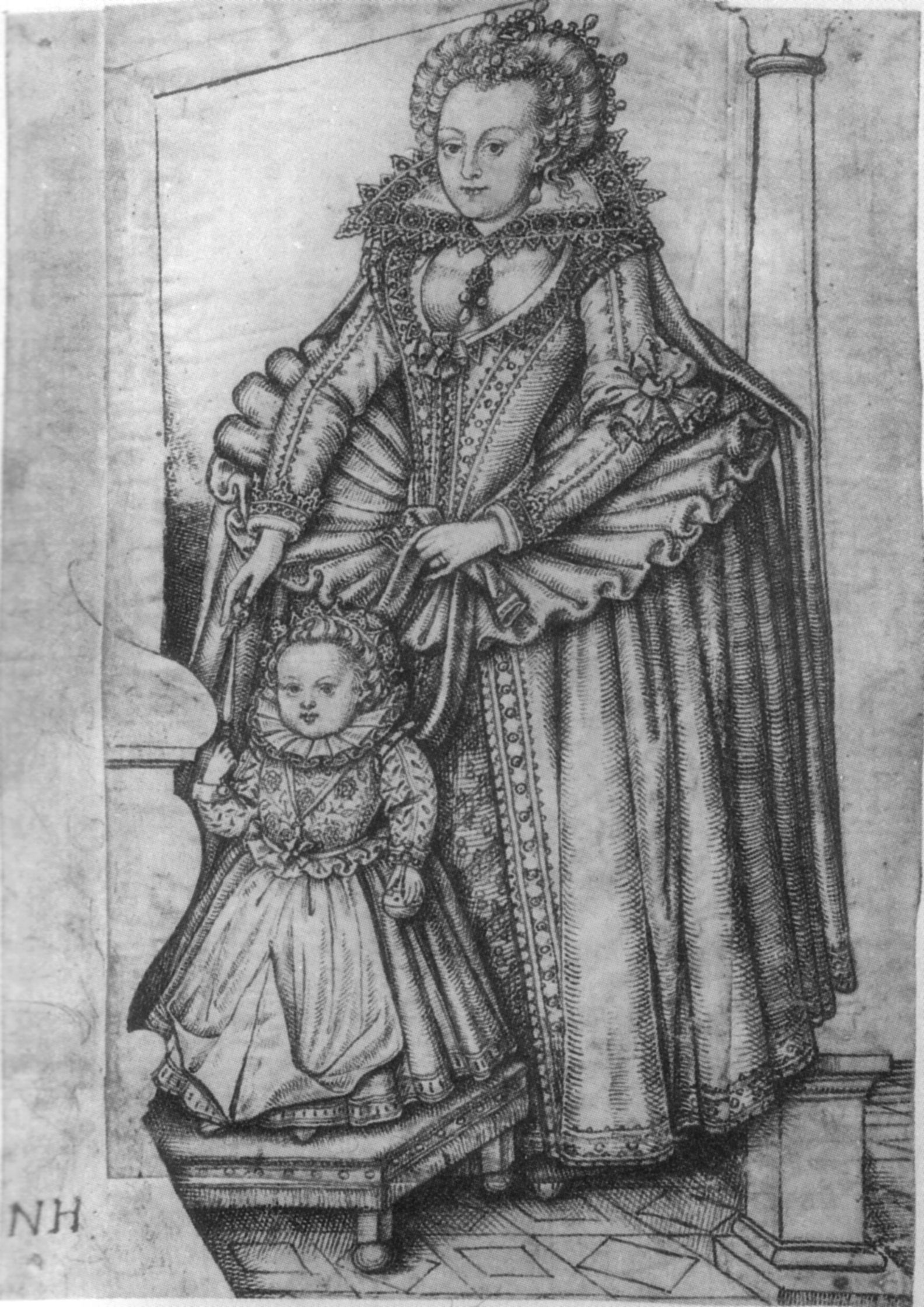
Desenho de Isabel Estuardo, eleitora palatina, e seu filho Frederico Henrique, provavelmente para uma gravura